# فرات
فُرات (آشوری:ܦܪܬ) یکی از دو رود بزرگ منطقهٔ میان رودان است که از کوهستان‌های شرق آناتولی در کشور ترکیه سرچشمه گرفته و به‌سوی کشورهای سوریه، عراق و خلیج فارس روان است. این رود در مغرب کشور عراق و متشکل است از دو شعبه «قره سو» و «مرادچای» که سرچشمه آنها نزدیک رود «ارس» در شرق آناتولی ترکیه است و یکی از پر آب ترین و مهم ترین رود های جهان است. موقعی که دو شعبه قره‌سو و مرادچای به هم می‌رسند، فرات به دجله نزدیک می‌شود، ولی مجدداً دجله متوجه جنوب شرقی شده و فرات به سمت مغرب مایل می‌شود و سپس در نزدیکی خلیج فارس به رود دجله می‌پیوندد و از آن پس مجموع این دو رود به خلیج فارس می‌ریزد.
سرزمینی را که بین دو رود دجله و فرات واقع است، میان‌رودان (بین‌النهرین) یا «الجزیره» نامیده‌اند. طول رودخانه فرات تقریباً ۲۸۰۰ کیلومتر است. وسعت حوزه آبریز فرات حدود ۵۰۰٬۰۰۰ کیلومتر مربع است. میانگین آبدهی آن ۳۵۶ متر مکعب بر ثانیه است. جریان فرات در جلگه میان‌رودان، بسیار ملایم است و دارای بستری عریض می‌باشد. یگانه عامل حاصلخیزی خاک عراق و جلب جمعیت در جلگه خشک و گرم بین‌النهرین، دو رود فرات و دجله می‌باشد. بابِل، پایتخت قدیم کشور بابل در ساحل فرات بنا شده بود. این رود به‌همراه دجله دو رودی هستند که منطقهٔ میان‌رودان را مشخص و محدود می‌کنند. فرات در غرب دجله قرار دارد. نام این رودخانه از زبان اوستایی و از واژهٔ huperethuua به‌معنی «پایاب خوب» گرفته شده است. پایاب به محل کم‌ژرفای رودخانه گفته می‌شود.
اِنکی یکی از خدایان سومر بود که باور داشت رود فرات از منی ساخته شده است.

## واژه‌شناسی
کلمه فرات از واژه یونانی *Euphrátēs* (Εὐφρᾱ́της) گرفته شده است، که خود برگرفته از زبان فارسی باستان: 𐎢𐎳𐎼𐎠𐎬𐎢 با نگارش لاتین: *hUfrātuš* می‌باشد؛ و این واژه نیز ریشه در زبان ایلامی دارد: 𒌑𒅁𒊏𒌅𒅖، با نگارش لاتین: *Úipratuiš*. نام ایلامی در نهایت از خط میخی 𒌓𒄒𒉣 گرفته شده است که در زبان سومری به صورت *Buranun* و در زبان اکدی *Purattu* خوانده می‌شود. بسیاری از نشانه‌های خط میخی دارای تلفظ سومری و همچنین تلفظ اکدی هستند، که از واژگان مشابه در این دو زبان گرفته شده‌اند.
واژه اکدی *Purattu* در زبان‌های سامی باقی مانده است (مانند: عربی: الفرات *al-Furāt*، سریانی: ܦܪܬ *Pǝrāṯ*، عبری: פְּרָת *Pǝrāṯ*) و در دیگر زبان‌های منطقه نیز شکل‌هایی از آن وجود دارد (همچون: هوریانی *Puranti* و ساباریانی *Uruttu*). گمان می‌رود که شکل‌های ایلامی، اکدی، و احتمالاً سومری این واژه از یک زبان زیرلایه (ساب‌استرِیت) ثبت‌نشده گرفته شده باشند.
«تماز گامکرلیدزه» و «ویچسلاو ایوانوف» پیشنهاد داده‌اند که ریشه این واژه به *burudu* در زبان پیش‌سومری بازمی‌گردد که به معنی «مس» بوده است (در سومری: *urudu*). توضیح آن‌ها این است که رود فرات به عنوان رودخانه‌ای شناخته می‌شده که سنگ معدن مس از طریق آن با قایق‌ها جابجا می‌شده، چرا که میان‌رودان (بین‌النهرین) در آن زمان مرکز صنعت فلزکاری مس بوده است.
نام فرات در زبان ارمنی «یپرات» (*Yeprat* - Եփրատ)، در عبری مدرن «پرات» (*Perat* - פרת)، در ترکی «فیرات» (*Fırat*) و در کردی نیز «فیرات» است. در زبان مندایی، فرات «پراش» (*Praš* - ࡐࡓࡀࡔ) نامیده می‌شود و اغلب در متون مقدس مندایی همچون *گینزا ربّا* به صورت «پراش زیوا» (*Praš Ziwa*) ذکر می‌شود. در متون مندایی، رود فرات تجلی زمینی «یَردنا» یا رود جاری آسمانی دانسته می‌شود (مشابه با مفهوم لالش در آیین ایزدی به عنوان تجلی زمینی همتای آسمانی خود، یا خانه مقدس کعبه در مکه که بازتاب زمینی «البیت المعمور» آسمانی است).
نخستین اشاره‌ها به رود فرات در متون خط میخی به‌دست‌آمده از شهر شوروپاک و نیپورِ پیش-سارگونی (پیش از دوره سارگون) در جنوب عراق دیده می‌شود که به اواسط هزاره سوم پیش از میلاد بازمی‌گردند. در این متون که به زبان سومری نوشته شده‌اند، فرات *Buranuna* نامیده شده (با خط‌نگاره: UD.KIB.NUN). این نام همچنین به شکل‌های KIB.NUN.(NA) یا dKIB.NUN نیز نوشته می‌شده، که پیشوند «d» نشان‌دهنده این بوده که رود، جنبه‌ای ایزدی داشته است. در سومری، نام شهر «سیپار» نیز به صورت UD.KIB.NUN نوشته می‌شده، که نشان از رابطه‌ای دیرینه و مهم میان این شهر و رود فرات دارد.

## آلودگی آب فرات

### انفجار لولهٔ سیانور
در ۲۷ ژوئن ۲۰۲۲ اعلام شد که خط لوله حمل سیانور به معدن طلا در منطقهٔ ارزنجان ایلیچ در استان دیاربکر در ساعت ۲:۴۵ روز سه شنبه ۲۱ ژوئن ۲۰۲۲ (۳۱ خرداد ۱۴۰۱) منفجر شده و آب رودخانهٔ فرات و حوضهٔ سد کبان با ۲۰ تُن سیانور آلوده شده است. به دنبال بروز این اتفاق، ۴۵ کانون وکلای ترکیه با امضای بیانیه‌ای، اتفاق مذکور را با فاجعه چرنوبیل مقایسه کردند و ضمن هشدار نسبت به خطرات آن نه تنها برای منطقه ایلیچ، بلکه برای کل کردستان ترکیه و حتی خاورمیانه خواستار توقف فعالیت معدن طلا در این منطقه شدند. گفته می‌شود که کشاورزی در دست‌کم ۲۰ استان جنوب شرق ترکیه تحت تأثیر این فاجعه قرار خواهد گرفت.